# Parathyroïdectomie

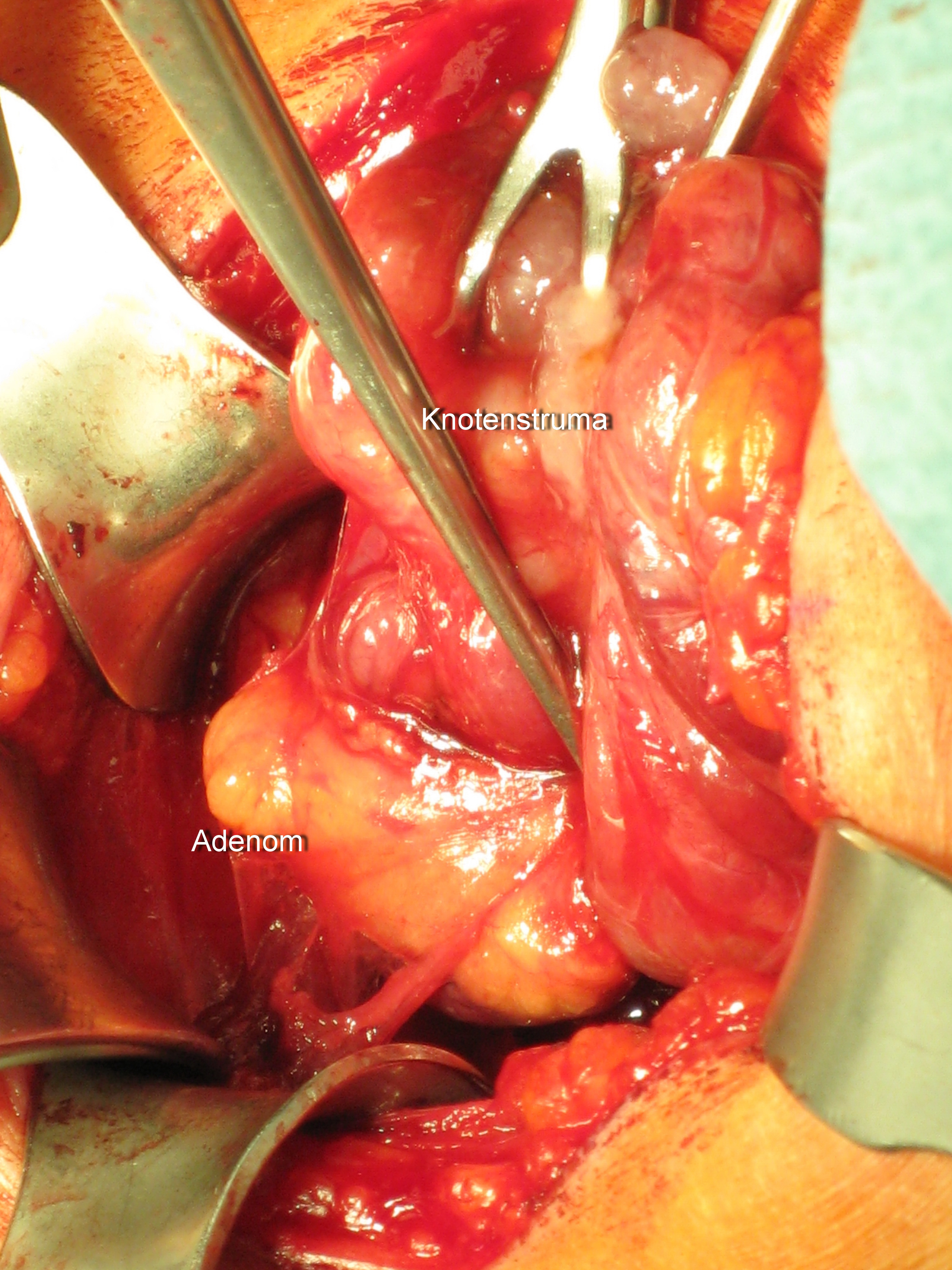
Parathyroïdectomie d'un adénome parathyroïdien.

La parathyroïdectomie est une ablation chirurgicale d'une ou plusieurs glandes parathyroïdes.
Il existe plusieurs techniques chirurgicales pour le traitement de l’hyperparathyroïdie ; la parathyroidectomie mini-invasive est devenue une alternative à succès en comparaison avec la chirurgie conventionnelle bilatérale. Cependant, il existe plusieurs inconvénients liés à la chirurgie et plusieurs patients ne sont pas éligibles à une procédure chirurgicale pour plusieurs raisons médicales.
Il existe une technologie mise au point par une société française qui permet de traiter l’hyperparathyroïdie en abaissant de manière contrôlée la parathormone sécrétée par des parathyroïdes en hyperactivité.
L’appareil médical mis au point nommé TH-One, est un outil permettant l’ablation totalement non-invasive de cibles endocriniennes très fines et en particulier les adénomes parathyroïdiens utilisant le principe des ultrasons focalisés de haute intensité (HIFU).